# ماري آن ارين
ماري آن ارين (بالإنجليزية: Mary Anne Warren)‏ هي فيلسوفة أمريكية، ولدت في 17 أغسطس 1946، وتوفيت في 9 أغسطس 2010 بسبب مرض.